# MF-TDMA

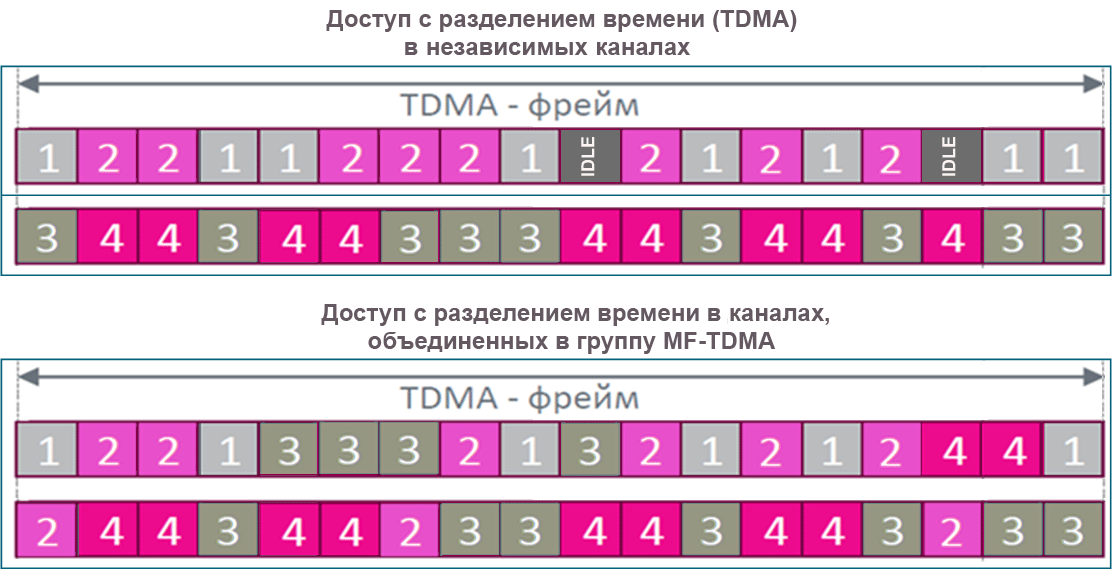
Доступ с разделением времени (TDMA) в независимых каналах: в одном канале могут быть неиспользуемые тайм-слоты, в то время как в другой заполнен целиком и не может предоставить больше ресурса, даже если он потребуется абонентам.
Многочастотный TDMA (MF-TDMA): оборудование абонента может динамически переключаться между каналами и получать тайм-слоты в любом из них, ресурс заполняется равномерно.

MF-TDMA (Multi-Frequency Time-Division Multiple Access) — протокол, используемый в спутниковой связи при передаче данных в обратном канале. Протокол подразумевает, что каждая абонентская станция может пересылать поток данных согласно выделенной для неё временной динамике и частотному плану. Схема доступа по протоколу MF-TDMA является наиболее эффективной технологией для оптимального использования работоспособной полосы. Такой способ передачи данных поддерживает динамическое распределение полосы пропускания для множества терминалов одновременно и без блокировки. Это качество является огромным преимуществом перед другими технологиями спутниковой связи. Число каналов и уровни их максимальной скорости зависит от энергетического потенциала.